# Čukljenik (okręg jablanicki)
Čukljenik (cyr. Чукљеник) – wieś w Serbii, w okręgu jablanickim, w mieście Leskovac. W 2011 roku liczyła 566 mieszkańców.